# Catolândia
Catolândia là một đô thị thuộc bang Bahia, Brasil. Đô thị này có diện tích 659,717 km², dân số năm 2007 là 3079 người, mật độ 4,5 người/km².